# Cortina d'aire
Una cortina d'aire és un equip de ventilació que crea una barrera d'aire sobre una porta per separar dos ambients diferents sense limitar l'accés de les persones o vehicles. La pantalla d'aire manté i protegeix entre el 60 i el 80% la climatització interior i el confort de les persones. A més evita el pas d'insectes, pols, pol·lució exterior, olors i para els corrents d'aire fred i calent. El funcionament d'una cortina d'aire es fonamenta en un jet d'aire a alta velocitat que cobreix tota l'obertura. Les cortines d'aire calent fan més confortable el jet quan la gent creua la pantalla i ajuda a mantenir la temperatura en l'entrada.